# Reinhard Kienast
Reinhard Kienast (Vienna, 2 settembre 1959) è un ex calciatore austriaco, di ruolo centrocampista.

## Carriera

### Nazionale
Esordisce il 27 aprile 1983 contro la Germania Ovest (0-0).

## Palmarès

### Club

#### Competizioni nazionali
- Campionato austriaco: 4

Rapid Vienna: 1981-1982, 1982-1983, 1986-1987, 1987-1988
- Coppa d'Austria: 4

Rapid Vienna: 1982-1983, 1983-1984, 1984-1985, 1986-1987